# Red–Blue Devils
A Red–Blue Devils (rövidítve: RBD) egy székesfehérvári ultracsoport, amely döntően a Fehérvár FC/Videoton meccsein van jelen.

## Történet
Az RBD 1992 telén alakult meg, a csoport, a B-közép akkori helyén, a déli kanyarban bontott zászlót. A törzshely az évek során változott, ám a 2000-től már az „E-szektor” lett az állandó helyük. Az alapító tagok célkitűzése nem lehetett más, mint csapatuk, a Videoton FC Fehérvár támogatása egy jól megszervezett szurkolói csoport által, valamint a szurkolás egységesebbé tétele a stadionon belül. Már akkor a Magyarországon is egyre inkább meghonosodó ultra stílust próbálták követni, az évek folyamán pedig a folyamatos fejlődés, tapasztalat mellett el is érték.
A szurkolás a „B-közepes” szintről elmozdult, hiszen az akkor divatos pénztárszalag, konfetti és petárda mellett egyre gyakrabban került bevetésre füstbomba és rudas zászló is, igaz eléggé esetleges alapon. A festett és nem túl szép zászlókat pedig felváltották az igényesebb varrott drapériák. Bár ezen a téren akkoriban még elég nagy volt az összevisszaság - csakúgy, mint majdnem mindenhol hazánkban -, hiszen szinte bárki kirakhatott valamit. Szervezetten utaztak az idegenbeli meccsekre, valamint készültek új ajándéktárgyak.
Egyszóval elindult egy fejlődés, amely függvénye volt a csapat mindenkori teljesítménye. Az 1993-94-es és az 1994-95-ös bajnoki szezonokban nyújtott gyenge teljesítmény miatt a létszám jelentősen visszaesett, az alapító tagok lelkesedése csökkent és ezzel együtt a szurkolás színvonala is romlott. Utána ismét szebb évek következtek, az 1996-97-es szezonban elkészítették az első koreográfiát.
1996 augusztusában, a nyitó fordulóban jelent meg először Magyarország első női szurkolócsoportja: a Sóstói Hableányok a Hungária körúton bontott zászlót először. A szebbik nem képviselői 12-15 fővel vonulnak fel, és ugyanolyan aktív résztvevői a mérkőzéseknek, a látványok elkészítésének, mint az erősebb nem képviselői.
Az 1998-99-es évadban több jelentős változás is történt. A Vidi kiesett az élvonalból, és az összes apró csoport beolvadt az RBD-be, vagy teljesen megszűnt, és tagjai a Devils kötelékébe kerültek. Ennek megfelelően az 1997-ben megalakult Ultras of Red-Blue City tagsága is az RBD részévé vált. A City tömörítette a fiatal, középiskolás szurkolókat, és nagy szerepe volt abban, hogy sok fiatal bevonásával megalapozta a Devils folyamatos utánpótlását.
A 2000-es évek pedig még komolyabb változásokat idéztek elő a csoport életében. A Red–Blue Devils olyan egységes brigáddá állt össze, amely erőben és kreativitásban is megpróbálja felvenni a versenyt bármelyik magyar táborral.
A Red–Blue Devils fennállásának, no meg egyben a klubnak is, a legeredményesebb szezonja a 2005-2006-os szezon volt, melynek során történetükben először megnyerték a Magyar Kupát, valamint bronzérmet szereztek a bajnokságban. A kupagyőzelemhez kapcsolódott a legnagyobb létszámú túra szervezése is, amelyben a Baráti Kör segítségével mintegy 4000 Vidi-szurkoló utazott el az Üllői útra.

## Politika
A csoport politikai beállítottságát tekintve 80%-ban jobboldali, (ez erős irányváltás a ’90-es évek balos felhangjai után), ám döntően nem a politika határozza meg a csoport tevékenységét. Büszkék magyarságukra, és arra, hogy az egykori Koronázóvárost képviselhetik.

## Barát-ellenség
Több barátságot is kialakított a csoport: Az alapítók közül többen a békéscsabaiakkal voltak jóban, az utánuk következő generáció néhány képviselője pedig előbb a Loki-rajongókkal, majd később a diósgyőriekkel is jó viszonyba került. Később ezekhez a jó kapcsolatokhoz csatlakoztak a kiskunhalasi szurkolók is. Jelenleg a német FSV Zwickau és a lengyel Raków Czestochowa szurkolóival van baráti viszonya a csoportnak.
A 2000-es évekre azonban sok baráti kapcsolat elmúlt, sőt a diósgyőriekkel és a debreceniekkel inkább haragra váltott. A csoport fő ellenfelei a Győri ETO, Diósgyőr, Debrecen és a pesti csapatok zöme, az FTC, a Honvéd, a Vasas valamint az Újpest szurkolói. Újpesten nem egyszer forró hangulatúra sikeredett a túrájuk, a 2008-09-es szezon záró mérkőzéseként jó nagy botránnyal fejeződött be a mérkőzés.

## Egyéb
Ennek szellemében különböző sportolási lehetőségek keretében (Ultra–boxing, ökölvívóklub valamint kondicionáló-terem ) tagjaink a hétköznapokon is összetartanak, valamint koncertek és bulik szervezésével a holtidényben is együtt tudnak kikapcsolódni. Az RBD-labdarúgótornák is népszerűvé váltak az elmúlt években.

## Külső hivatkozások
- A Red-Blue Devils honlapja
- A 2008-09-es szezon záró mérkőzése Újpesten